# Microgaza
Microgaza là một chi ốc biển, là động vật thân mềm chân bụng sống ở biển trong họ Solariellidae.

## Các loài
Các loài trong chi Microgaza gồm có:
- Microgaza corona Lee Y.C. & Wu W.L., 2001[2]
- Microgaza fulgens Dall, 1907[3]
- Microgaza gotoi Poppe, Tagaro & Dekker, 2006[4]
- Microgaza iridescens (Habe, 1968)[5]
- Microgaza konos Vilvens, 2009[6]
- Microgaza norfolkensis Marshall, 1999[7]